# Олігодон пурпуровий
Олігодон пурпуровий (Oligodon purpurascens) — неотруйна змія з роду Олігодон родини Вужеві.

## Опис
Загальна довжина досягає 90 см. Основний колір тулуба коричневий з темними сідлоподібними плямами, облямованих темнішою, майже чорною облямівкою. Краї луски, особливо з боків тулуба, нерідко підкреслені червоним або темно-коричневим, завдяки чому забарвлення стає дуже строкатим. Іноді вздовж хребта можуть тягнутися ледве помітні димчасті смуги. На голові виражена характерна темна поперечна «маска», яка проходить від краю верхньої щелепи через око. Іноді її задня частина зливається з трикутним плямою на шиї.

## Спосіб життя
Полюбляє первинні та вторинні дощові тропічні ліси. Нерідко тримається поблизу поселень людини. Зустрічається на висоті до 1600 м. Активний у сутінках та вночі, вдень ховається під камінням, стовбурами повалених дерев й корчами. Харчується яйцями птахів та рептилій.
Це яйцекладна змія. Самиця відкладає 8—13 яєць 

## Розповсюдження
Мешкає в Індонезії, Малайзії, Сінгапурі, Таїланді та на півдні Китаю. 